# Eugeniusz Raś
Eugeniusz Raś (ur. 12 maja 1923, zm. 14 grudnia 1997) – polski pracownik przemysłu motoryzacyjnego związany z Sanokiem.

## Życiorys
Urodził się 12 maja 1923. W wieku 15 lat w 1938 podjął pracę w Fabryce Maszyn i Wagonów – L. Zieleniewski w Sanoku jako uczeń blacharski. Jednocześnie uczył się w szkole zawodowej. Po wybuchu II wojny światowej w czasie okupacji niemieckiej był działaczem konspiracji. W 1943 był aresztowany przez Niemców i po dwóch miesiącach został zwolniony.
Po 1944 został funkcjonariuszem Milicji Obywatelskiej. Służył w rejonie miejscowości Lesko, Łukawica, Zahoczewie biorąc udział w walkach z Ukraińską Powstańczą Armią i polskim podziemiem niepodległościowym. W 1945 wstąpił do Polskiej Partii Robotniczej. Na przełomie lat 40. i 50. uprawiał piłkę nożną w klubach Sanovia Lesko i Gwardia Sanok. Od 1959 ponownie pracował w macierzystej fabryce, przemianowanej na Sanowag. Zatrudniony w tłoczni, od 1960 do lat 70. w dziale obróbki ręcznej.
Na przełomie lat 60./70. sprawował funkcję komendanta grupy ORMO w Sanoku. Uprawiał wędkarstwo. Był członkiem sekcji „Autosan” Polskiego Związku Wędkarskiego. Był prezesem Koła PZW nr 1 w Sanoku.
Eugeniusz Raś zmarł 14 grudnia 1997. Jego żoną była Maria (1924–2007), a ich synem Ryszard (1948–2012). Wszyscy troje zostali pochowani w grobowcu rodzinnym na Cmentarzu Centralnym w Sanoku.

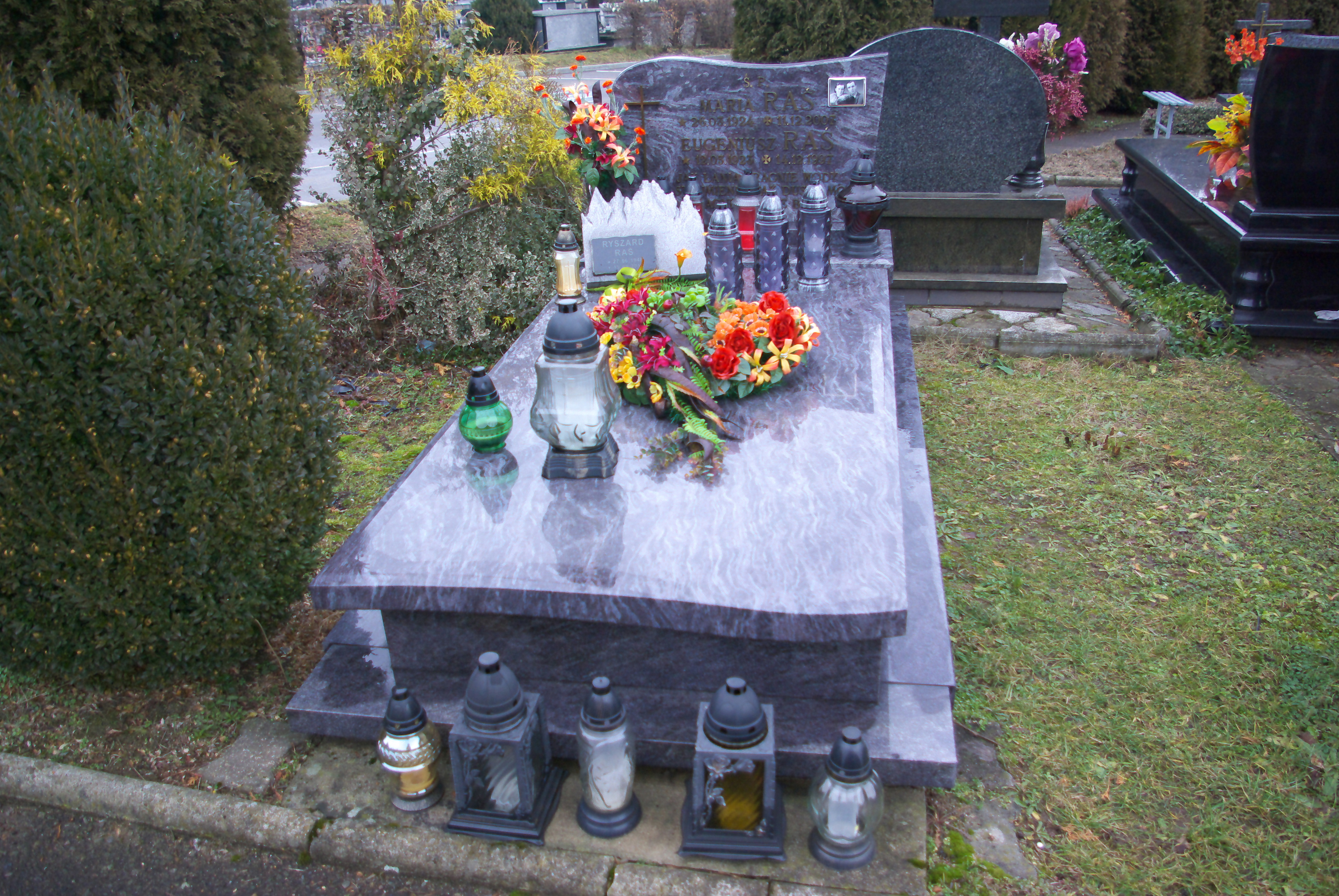
Nagrobek rodziny Raś w Sanoku

## Odznaczenia
- Krzyż Kawalerski Orderu Odrodzenia Polski (1978)[10][11]
- Złoty Krzyż Zasługi
- Medal „Za udział w walkach w obronie władzy ludowej” (1986)[12]
- Medal 30-lecia Polski Ludowej (1975)[13]
- Odznaka „Przodownik Pracy Socjalistycznej”
- Odznaka „Zasłużony dla Sanockiej Fabryki Autobusów” (1977)[14]
- Odznaka 20-lecia Polskiego Związku Wędkarskiego (1970)[7]
- Odznaczenie / nagroda Zarządu Okręgu PZW w Rzeszowie (1973)[15]
- Złota odznaka Polskiego Związku Wędkarskiego (1974)[16]
- Honorowy członek Polskiego Związku Wędkarskiego[8]